# سیسوس (تیتان)
سیسوس (به انگلیسی: Syceus؛ یونانی باستان: Συκεύς؛ به‌معنی «درخت انجیر») در اساطیر یونان، یک تیتان و پسر گایا (زمین) و همنام شهر سیکیا در کیلیکیه بود.

## اسطوره‌شناسی
فقط آتنائوس در دیپنوسوفیسه (به انگلیسی: Deipnosophistae) به اسطوره سیسوس اشاره کرده‌است، که منبع او تاریخ گیاهان تریفون و کتاب کشاورزان اندروشن است:
سیسوس، یکی از تایتان‌ها، توسط زئوس تعقیب شد و تحت حمایت مادرش، زمین، قرار گرفت، و او باعث شد که گیاه برای خوشحالی پسرش رشد کند.